# 동허이
동허이시(베트남어: Thành phố Đồng Hới / 城舖洞海, 성포동해)는 베트남의 꽝빈성에 위치한 도시로, 해발 고도는 20m, 넓이는 155.54 m²이다. 하노이에서 약 500km 떨어진 곳에 있으며 버스로 6시간 30분에서 8시간 정도 소요된다. 시내에서 6km 거리에 동허이 공항이 위치해 있다. 동허이시로부터 서쪽으로 50km 거리에 퐁나케방 국립공원이 있다.

## 행정구역
다음 9개의 프엉(坊)과 6개의 싸(社)를 관할한다.

### 프엉
- 박리이 (Bắc Lý /北理)
- 박응히아 (Bắc Nghĩa /北義)
- 동미이 (Đồng Mỹ /洞美)
- 동푸 (Đồng Phú /洞富)
- 동선 (Đồng Sơn /洞山)
- 덕닌동 (Đức Ninh Đông /德寧東)
- 하이타인 (Hải Thành / 海城)
- 남리이 (Nam Lý /南理)
- 푸하이 (Phú Hải /富海)

### 싸
- 바오닌 (Bảo Ninh / 保寧)
- 둑닌 (Đức Ninh /德寧)
- 록닌 (Lộc Ninh /祿寧)
- 흥히아닌 (Nghĩa Ninh /義寧)
- 꽝푸 (Quang Phú / 光富)
- 투안둑 (Thuận Đức / 順德)

## 기후
동허이시는 습기가 많은 열대 몬순 기후가 있는 지역에 위치해 있다. 극한의 날씨에는 다소 추운 겨울이 있다. 여름에는 날씨가 더워 뜨거운 바람과 덥고, 건조한 바람이 계속 불어온다. 기온은 25도씨 이상이며, 가끔은 40도에 달하기도 한다. 추운 계절에는 열기를 품은 습한 날씨로 섭씨 18도 이하이고, 기온이 10도 이하로 떨어지는 날씨가 지속되며, 최저 4도까지 떨어지기도 한다. 현재, 9월, 10월, 11월에 집중적으로 1년에 한두 차례 강력한 파괴를 동반하는 폭풍이 불어오기도 한다.
| 동허이의 기후                      | 동허이의 기후 | 동허이의 기후 | 동허이의 기후 | 동허이의 기후 | 동허이의 기후 | 동허이의 기후 | 동허이의 기후 | 동허이의 기후 | 동허이의 기후 | 동허이의 기후 | 동허이의 기후 | 동허이의 기후 | 동허이의 기후 |
| 월                                 | 1월           | 2월           | 3월           | 4월           | 5월           | 6월           | 7월           | 8월           | 9월           | 10월          | 11월          | 12월          | 연간          |
| ---------------------------------- | ------------- | ------------- | ------------- | ------------- | ------------- | ------------- | ------------- | ------------- | ------------- | ------------- | ------------- | ------------- | ------------- |
| 역대 최고 기온 °C (°F)             | 34.7 (94.5)   | 37.2 (99.0)   | 39.8 (103.6)  | 41.2 (106.2)  | 42.2 (108.0)  | 41.8 (107.2)  | 40.9 (105.6)  | 41.5 (106.7)  | 40.9 (105.6)  | 39.6 (103.3)  | 38.1 (100.6)  | 29.6 (85.3)   | 42.2 (108.0)  |
| 일평균 최고 기온 °C (°F)           | 21.7 (71.1)   | 22.0 (71.6)   | 24.8 (76.6)   | 28.5 (83.3)   | 32.2 (90.0)   | 33.7 (92.7)   | 33.9 (93.0)   | 33.1 (91.6)   | 30.7 (87.3)   | 28.0 (82.4)   | 25.2 (77.4)   | 22.5 (72.5)   | 28.0 (82.4)   |
| 일일 평균 기온 °C (°F)             | 18.9 (66.0)   | 19.3 (66.7)   | 21.6 (70.9)   | 24.7 (76.5)   | 28.0 (82.4)   | 29.6 (85.3)   | 29.7 (85.5)   | 28.9 (84.0)   | 27.0 (80.6)   | 24.9 (76.8)   | 22.3 (72.1)   | 19.6 (67.3)   | 24.5 (76.1)   |
| 일평균 최저 기온 °C (°F)           | 16.6 (61.9)   | 17.4 (63.3)   | 19.5 (67.1)   | 22.2 (72.0)   | 24.7 (76.5)   | 26.5 (79.7)   | 26.5 (79.7)   | 25.9 (78.6)   | 24.1 (75.4)   | 22.4 (72.3)   | 20.0 (68.0)   | 17.4 (63.3)   | 21.9 (71.4)   |
| 역대 최저 기온 °C (°F)             | 7.7 (45.9)    | 8.0 (46.4)    | 8.0 (46.4)    | 11.7 (53.1)   | 15.1 (59.2)   | 19.2 (66.6)   | 20.5 (68.9)   | 19.9 (67.8)   | 17.8 (64.0)   | 14.6 (58.3)   | 12.0 (53.6)   | 7.8 (46.0)    | 7.7 (45.9)    |
| 평균 강수량 mm (인치)              | 57 (2.2)      | 44 (1.7)      | 42 (1.7)      | 55 (2.2)      | 112 (4.4)     | 86 (3.4)      | 74 (2.9)      | 160 (6.3)     | 463 (18.2)    | 671 (26.4)    | 349 (13.7)    | 127 (5.0)     | 2,238 (88.1)  |
| 평균 강수일수                      | 11.4          | 11.6          | 11.1          | 9.5           | 10.3          | 7.7           | 6.8           | 10.8          | 15.9          | 19.5          | 17.8          | 14.0          | 146.5         |
| 평균 상대 습도 (%)                 | 87.3          | 89.5          | 89.3          | 87.0          | 79.5          | 72.7          | 69.7          | 74.6          | 83.4          | 86.2          | 85.4          | 85.6          | 82.5          |
| 평균 월간 일조시간                 | 101           | 73            | 112           | 168           | 234           | 222           | 247           | 202           | 176           | 138           | 99            | 84            | 1,857         |
| 출처: 베트남 과학 기술 양성 연구소 |               |               |               |               |               |               |               |               |               |               |               |               |               |

## 명소
- 퐁나케방 국립공원
- 녓레 해변
- 방 온천

## 교통
- 동허이 공항
- 베트남 철도 남북선 (통일철도) - 동허이 역
- 국도 제1A호선